# Tepelenë
Tepelenë là một đô thị trong quận Tepelenë thuộc hạt Gjirokastër, Albania. Dân số năm 2005 là 6575 người.